# Lebanon (New Jersey)
Pour les articles homonymes, voir Lebanon.
Lebanon est une municipalité américaine située dans le comté de Hunterdon au New Jersey.

## Géographie
Lebanon est située au nord du réservoir de Round Valley. La municipalité s'étend sur 0,89 mille carré (2,31 km2) d'étendues d'eau. Elle constitue une enclave dans le township de Clinton.

## Histoire
La localité est d'abord connue sous le nom de Jacksonville, Lebanonville et Lebanonville Depot, lorsqu'elle devient un arrêt du Central Railroad of New Jersey.
Lebanon devient un borough indépendant du township de Clinton le 26 mars 1926, après référendum. Son nom fait référence au mont Liban. 

## Démographie
Lors du recensement de 2010, la population de Lebanon est de 1 358 habitants.